# Thomas Malton
Thomas Malton, noto anche come Thomas Malton il giovane (Londra, 1748 – Londra, 7 marzo 1804), è stato un pittore e incisore inglese, noto soprattutto come vedutista.
Durante la sua attività ebbe come suoi allievi William Turner e Thomas Girtin. Viene indicato anche come "il giovane" per non confonderlo con il padre omonimo. Divenne noto nel mondo dell'arte per le sue opere sulle vedute della capitale britannica.

## Biografia
Dopo aver vissuto a Dublino, Malton ritorna nella città natia dove collabora nello studio di architettura di James Gandon. Dal 1773 Malton iniziò ad effettuare molteplici esposizioni delle sue vedute della città di Londra. In particolar modo Malton effettuava riproduzioni, a colori o con china, di edifici e strade della capitale britannica. Dal 1783 al 1789, tenne dei corsi serali di disegno presso la sua residenza in Conduit Street in cui parteciparono anche William Turner e Thomas Girtin. Turner, in particolar modo, venne iscritto a tale corso dal padre per perfezionare lo studio della prospettiva. Lo stesso Turner, successivamente, affermò che Malton fosse stato il suo vero maestro. L'opera maggiormente conosciuta dell'artista è A Picturesque Tour through the Cities of London and Westminster composta da un centinaio di disegni realizzati nel 1792 e, sei anni dopo, Views from Cambridge. Venne a mancare a Londra nel 1804.